# 鲁迪·巴尔
鲁迪·巴尔（德語：Rudi Ball，1911年6月22日—1975年9月19日），德国男子冰球运动员。他曾代表德国参加1932年和1936年冬季奥林匹克运动会冰球比赛，其中1932年冬季奥运会获得一枚铜牌。